# 미차미울리

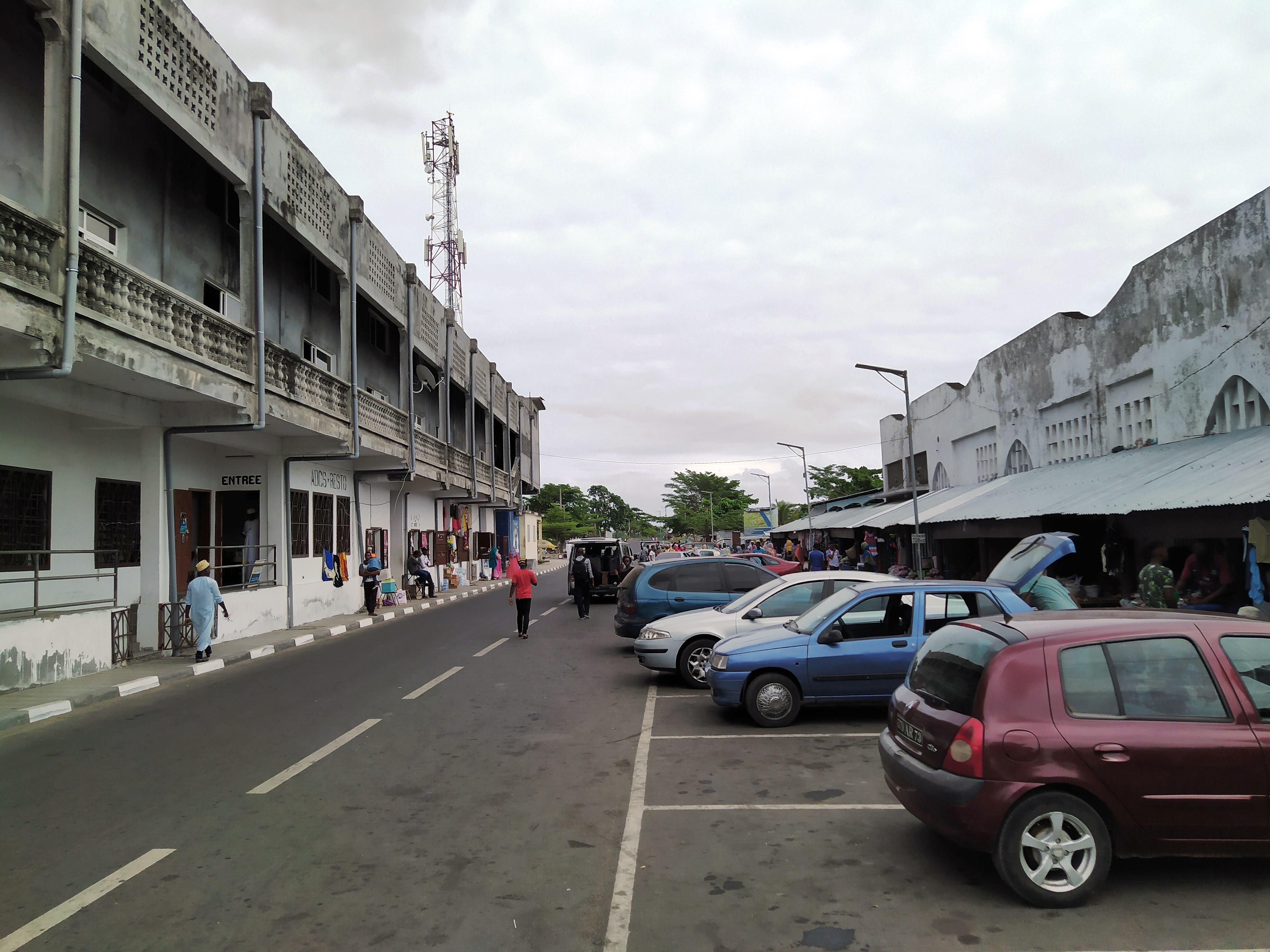

미차미울리(Mitsamiouli)는 코모로 그랑드코모르섬에 위치한 도시로 인구는 6,100명이다.

## 역사
1996년 11월 23일, 에티오피아 항공 961편이 미차미울리의 레갈라와비치호텔(Le Galawa Beach Hotel) 앞바다 500m(1,600ft) 얕은 바다에 불시착했다. 175명의 승객 중 125명이 섬 주민들과 관광객들의 구조 시도에도 불구하고 사망했다.